# Anthony Leggett
Sir Anthony James Leggett (født 26. marts 1938 i Camberwell, London) er en britisk-amerikansk fysiker.
Leggett modtog Nobelprisen i fysik i 2003 sammen med Aleksej A. Abrikosov og Vitalij Ginzburg. Han tildeledes 2002/2003 Wolfprisen i fysik sammen med Bertrand Halperin.